# Bashkimi i Kombit
Bashkimi i Kombit var en albanskspråkig tidning utgiven en gång i veckan med teman som politik och samhälle samt kultur och litteratur. Den utgavs mellan åren 1909 och 1910 med totalt 42 nummer. På grund av dess propagerande för vad man i dag kallar Storalbanien förbjöds den med våld av ungturkarna.